# Cộng hòa Artsakh
Cộng hòa Artsakh (tiếng Armenia: Արցախի Հանրապետություն Arts'akhi Hanrapetut'yun), thường được biết đến với tên cũ là Cộng hòa Nagorno-Karabakh (NKR; Bản mẫu:Langxhy Lernayin Gharabaghi Hanrapetut'yun) từ 1991-2017, là một nước cộng hòa ở Nam Kavkaz chỉ được ba quốc gia không phải thành viên Liên Hợp Quốc công nhận. Cộng hòa Artsakh kiểm soát hầu hết lãnh thổ của tỉnh tự trị Nagorno-Karabakh cũ và một số khu vực xung quanh, do vậy có được một đoạn biên giới với Armenia ở phía tây và Iran ở phía nam.
Khu vực Nagorno-Karabakh có dân cư chủ yếu là người Armenia trở thành vấn đề tranh chấp giữa Armenia và Azerbaijan khi hai quốc gia độc lập từ Đế quốc Nga vào năm 1918. Sau khi Liên Xô thiết lập quyền kiểm soát đối với khu vực, họ tạo ra tỉnh tự trị Nagorno-Karabakh (NKAO) thuộc thành phần Cộng hòa Xã hội chủ nghĩa Xô viết Azerbaijan vào năm 1923. Vào những năm cuối cùng của Liên Xô, khu vực lại trở thành một vấn đề tranh chấp giữa Armenia và Azerbaijan. Năm 1991, một cuộc trưng cầu dân ý được tổ chức tại tỉnh tự trị Nagorno-Karabakh và khu vực Shahumian lân cận với kết quả là hành động tuyên bố độc lập. Xung đột sắc tộc quy mô lớn dẫn đến Chiến tranh Nagorno-Karabakh 1991–1994, kết thúc với  thuận ngừng bắn và tạo ra đường biên giới như hiện nay.
Cộng hòa Artsakh là một nền dân chủ tổng thống chế với một quốc hội đơn viện. Quốc gia này có nhiều núi, với cao độ trung bình là 1.097 mét (3.599 ft) trên mực nước biển. Cư dân Cộng hòa Artsakh chủ yếu là Ki-tô hữu, hầu hết trong số đó phụ thuộc Giáo hội Tông truyền Armenia. Một vài tu viện có tính lịch sử được các du khách biết đến, hầu hết là trong cộng đồng người Armenia lưu vong, do hầu hết hoạt động du lịch chỉ có thể tiến hành giữa Armenia và Artsakh.
Hành lang Lachin nối Artsakh với Armenia đã bị Azerbaijan phong tỏa vào tháng 12 năm 2022. Sau cuộc tấn công của Azerbaijan vào ngày 19 tháng 9 năm 2023, chính phủ Cộng hòa Artsakh đã đồng ý giải giáp vũ khí và tham gia đàm phán với Azerbaijan, thúc đẩy một cuộc di cư của người dân tộc Armenia khỏi khu vực.
Theo tuyên bố của Tổng thống Cộng hòa Artsakh, quốc gia này sẽ chấm dứt tồn tại từ ngày 1/1/2024.

## Lịch sử
Ghi chép sớm nhất về khu vực được ngày nay là Artsakh là từ các bia ký của người Urartia đề cập đến khu vực này là Urtekhini. Không rõ liệu khu vực này có từng bị Urartu cai trị hay không, nhưng nó nằm gần với các miền Urartia khác. Nó có thể là nơi sinh sống của các bộ lạc Caspi và/hoặc của người Scythia.
Sau nhiều thập kỷ bị người Cimmeria, người Scythia và người Medes tấn công, Urartu cuối cùng đã sụp đổ với sự trỗi dậy của Đế chế Media, và ngay sau đó, khu vực địa chính trị trước đây là Urartu đã tái xuất thành Armenia. Đến thế kỷ thứ 5 trước Công nguyên, Artsakh là một phần của Armenia dưới Vương triều Orontid. Nó sẽ tiếp tục là một phần của Vương quốc Armenia dưới Vương triều Artaxiad, theo đó Armenia trở thành một trong những vương quốc lớn nhất ở Tây Á. Ở mức độ lớn nhất, Đại vương của Armenia, Tigranes II, đã xây dựng một số thành phố mang tên mình ở những vùng mà ông coi là đặc biệt quan trọng, một trong số đó là thành phố mà ông đã xây dựng ở Artsakh.
Sau các cuộc chiến tranh với người La Mã và Ba Tư, Armenia bị chia cắt giữa hai đế chế. Artsakh đã bị xóa khỏi Armenia Ba Tư và được đưa vào satrap láng giềng của Arran. Vào thời điểm này, dân số của Artsakh bao gồm người Armenia và thổ dân Armenia hóa, mặc dù nhiều người trong số họ vẫn được coi là các thực thể sắc tộc riêng biệt. phương ngữ tiếng Armenia được nói ở Artsakh là một trong những phương ngữ sớm nhất từng được ghi lại của tiếng Armenia, được mô tả vào khoảng thời gian này vào thế kỷ thứ 7 sau Công nguyên bởi một người đương thời tên là Stephanos Siunetzi.

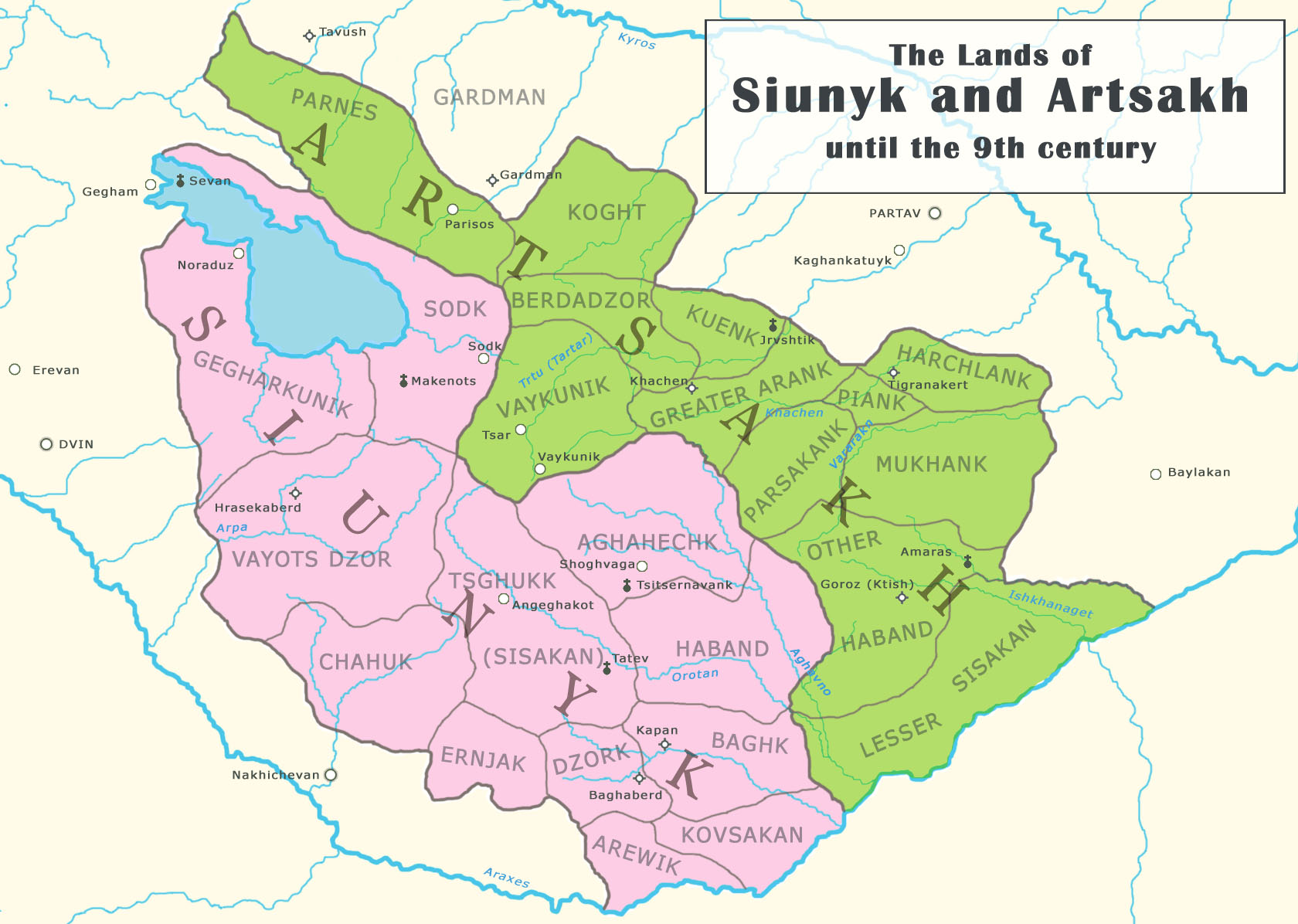
Các vùng đất của Syunik (trái) và Artsakh (phải) cho đến đầu thế kỷ 9

Artsakh vẫn là một phần của Arran trong suốt thời kỳ cai trị của Ba Tư, trong sự sụp đổ của Iran vào tay người Hồi giáo, và sau cuộc chinh phục Armenia của người Hồi giáo. Dưới thời Ả Rập, hầu hết Nam Kavkaz và Cao nguyên Armenia, bao gồm Iberia và Arran, được hợp nhất thành một tiểu vương quốc được gọi là Arminiya, theo đó Artsakh sẽ tiếp tục là một phần của Arran.
Mặc dù nằm dưới sự cai trị của Ba Tư và Ả Rập, nhiều lãnh thổ Armenia, bao gồm cả Artsakh, được quản lý bởi giới quý tộc Armenia. Arran sẽ dần biến mất với tư cách là một thực thể địa chính trị, và dân số của nó sẽ bị đồng hóa bởi các nhóm dân tộc láng giềng mà họ có chung một nền văn hóa và tôn giáo. Nhiều Cơ đốc nhân từ Arran sẽ tạo thành một phần của thành phần dân tộc của người Armenia sống ở Artsakh ngày nay.
Sự phân mảnh của chính quyền Ả Rập đã tạo cơ hội cho sự hồi sinh của một nhà nước Armenia ở Cao nguyên Armenia. Một triều đại quý tộc cụ thể, Bagratid, bắt đầu thôn tính các lãnh thổ từ các quý tộc Armenia khác, vào nửa sau của thế kỷ thứ 9, đã hình thành một vương quốc Armenia mới bao gồm Artsakh.
Tuy nhiên, vương quốc mới đã không thể thống nhất được lâu, do xung đột nội bộ, nội chiến và áp lực bên ngoài, Armenia thường bị chia cắt giữa các nhà Armenia quý tộc khác, đáng chú ý nhất là các dòng tộc Mamikonia và Siunia, dòng họ sau sản sinh ra một cadet branch được gọi là Nhà Khachen, được đặt tên theo thành trì của họ ở Artsakh. Nhà Khachen cai trị Vương quốc Artsakh vào thế kỷ 11 với tư cách là một vương quốc độc lập dưới sự bảo hộ của Vương quốc Bagratid của Armenia. Dưới thời House of Khachen, khu vực được gọi là Artsakh trong lịch sử sẽ trở thành đồng nghĩa với tên "Khachen".